# Meeting of styles
"Meeting of Styles" (Encuentro de Estilos) es una red internacional de grafiteros (artistas que trabajan con grafiti) y seguidores, que patrocinan la creación de murales de grafiti en más de sesenta países. El propósito de los eventos es promover y legitimar el grafiti como arte. La idea surgió en Alemania en 1995 y se re-organizó en 2002 con el nombre actual. En los eventos se crean murales en lugares variados, comúnmente en espacios públicos y estaciones de metro. No obstante, se han suscitado conflictos con las autoridades durante y después de los eventos.

## Organización y eventos
"Meeting of Styles" se refiere a una red internacional de grafiteros y fanáticos, que existe para proveer legitimidad a los grafiteros y su trabajo. Internacionalmente es una organización sin fines de lucro, con alianzas locales que patrocinan los eventos de grafiti, siendo una de las más importantes de su tipo en el mundo. Los eventos se han llevado a cabo en más de sesenta países en Europa, Rusia asiática y en América. Los eventos son anunciados con anticipación por medio de folletos, comunicados de prensa al público general y dentro de la comunidad de grafiteros; espectadores en general, medios de comunicación locales y grafiteros asisten al evento.
Estos eventos son visitados por grafiteros experimentados y artistas de renombre que han ganado reputación con trabajos ilegales en países como España, Alemania, Brasil, Estados Unidos, Canadá, Costa Rica y Gran Bretaña. Los eventos no son únicamente dirigidos al grafiti, pues apoya otros tipos de arte callejero. Espacios para murales y otros trabajos varían de muros temporales en sitios de construcción a muros dentro del metro. Así mismo, la organización de eventos locales se han visto comprometida y desafiada por políticos locales, diferentes niveles de apoyo y por la necesidad de patrocinadores.

## Historia

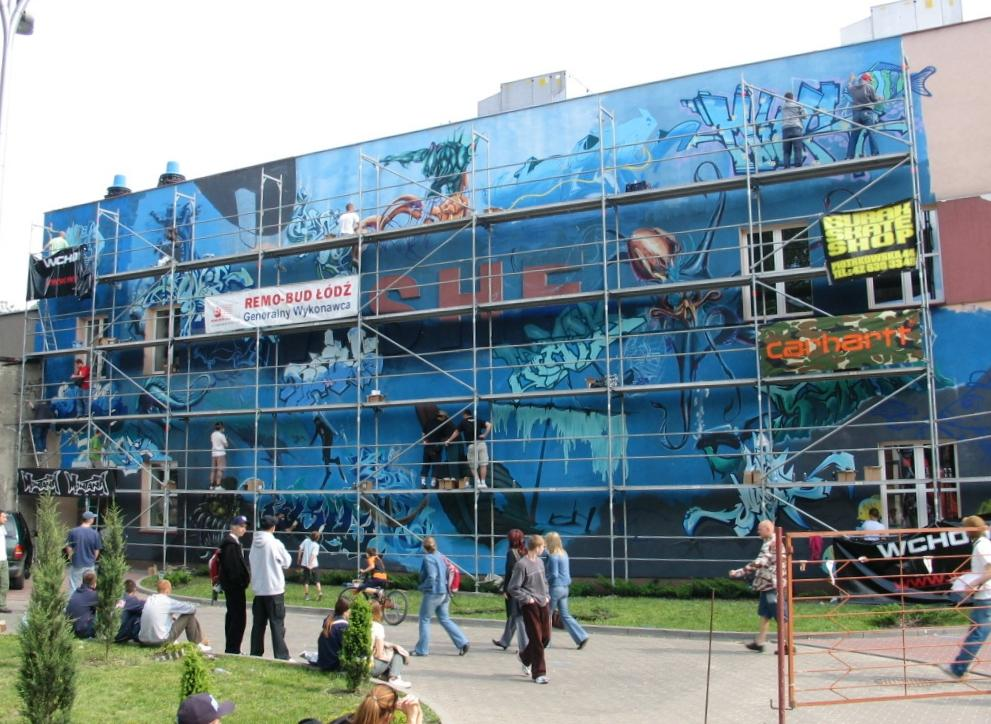
Mural en proceso en el evento de Łódź, Polonia en el 2006

"Meeting of Styles" empezó como una reunión internacional de grafiteros que se llevó a cabo en el salón de la fama de Weniesbaden dentro del Kulturzentrum Schlachthof, una estructura grande y abandonada. La idea surgió en 1995, pero el primer evento se llevó a cabo en 1997 con el nombre "Wall Street Meeting" (Reunión de Wall Street). Para el año 2000, el evento había llamado la atención de más de 10,000 personas. Sin embargo, comenzaron los problemas con las autoridades cuando las personas participantes empezaron a marcar vagones del tren cercano. En el 2001 el edificio fue destruido.
La organización actual se fundó en el 2002 y desde entonces ha patrocinado más de 250 eventos alrededor del mundo. No obstante, los eventos relaciónados con esta organización no se han salvado de la controversia. Un evento fue organizado en el 2007 para los muros de concreto para el canal del "Arroyo Seco Confluence" (Confluencia Arroyo Seco) del río de Los Ángeles en California. Después del evento, el gobierno municipal estableció que el proceso para el permiso no habían finalizado por lo que los murales debían quitarse; los organizadores se rehusaron y en el 2008 el municipio encargó que se taparan con pintura, dando pie a cargos de censura y otras acusaciones.
- Wikimedia Commons alberga una categoría multimedia sobre Meeting of styles.